# Phrudocentra jaspidaria
Phrudocentra jaspidaria är en fjärilsart som beskrevs av George Duryea Hulst 1886. Phrudocentra jaspidaria ingår i släktet Phrudocentra och familjen mätare. Inga underarter finns listade i Catalogue of Life.